# Tangos (álbum)
Tangos es un álbum de estudio del músico panameño Rubén Blades, lanzado el 24 de junio de 2014 a través de Sunnyside Records. El álbum consiste de once composiciones de Blades reversionadas en tango, cuenta con producción y arreglos del músico argentino Carlos Franzetti además de la participación de la orquesta de Leopoldo Federico y la Orquesta Sinfónica de Praga.
En los Premios Grammy Latinos de 2014, el álbum fue nominado a Álbum del Año y ganó Mejor Álbum de Tango. Además recibió el premio a Mejor Álbum de Pop Latino en los Premios Grammy de 2015.

## Antecedentes
La idea de transformar temas de salsa surgió casi diez años antes del lanzamiento del álbum pero la grabación de este comenzó en 2010, durante el Festival Mundial de Tango de ese año en Buenos Aires, donde Blades presentó algunas de las canciones del proyecto junto a Carlos Franzetti. Así, cinco de las composiciones del álbum fueron grabadas en Argentina acompañados por la orquesta del bandoneonista Leopoldo Federico mientras que las seis restantes fueron grabadas en Nueva York junto a la Orquesta Sinfónica de Praga.
Sobre la decisión de realizar el álbum, Blades ha dicho que "siempre consideré que la atmósfera que plantea el tango, la manera en la que hay que frasear las canciones y su instrumentación iban a dar a las letras de mis canciones una dimensión mucho más completa de la que obtenía presentándolas en el formato de música afrocubana, en el género que se conoce comercialmente como salsa".

## Lista de canciones
Todas las canciones fueron producidas por Carlos Franzetti.

| N.º   | Título         | Duración |  |
| 1.    | «Paula C»      | 3:33     |  |
| 2.    | «Ligia Elena»  | 3:12     |  |
| 3.    | «Ella»         | 4:41     |  |
| 4.    | «Pablo Pueblo» | 4:35     |  |
| 5.    | «Pedro Navaja» | 5:55     |  |
| 6.    | «Vida»         | 3:58     |  |
| 7.    | «Juana Mayo»   | 4:08     |  |
| 8.    | «Sebastian»    | 4:14     |  |
| 9.    | «Parao»        | 4:35     |  |
| 10.   | «Adan Garcia»  | 4:10     |  |
| 11.   | «Tiempos»      | 4:42     |  |
| 48:14 |                |          |  |

## Personal
| - Rubén Blades – voz - Carlos Franzetti – producción, arreglos, piano eléctrico (6-11) - Leopoldo Federico – bandoneón (1-5) - Carlos Corrales – bandoneón (1-5) - Federico Pereiro – bandoneón (1-5) - Lautaro Greco – bandoneón (1-5) - Damian Bolotin – violín (1-5) - Pablo Agri – violín (1-5) - Miguel Ángel Bertero – violín (1-5) - Brigita Danko – violín (1-5) | - Mauricio Svidovsky – violín (1-5) - Benjamin Bru – viola (1-5) - Diego Sánchez – violoncello (1-5) - Nicolás Ledesma – piano (1-5) - Horario Cabarcos – bajo (1-5) - Daniel Binelli – bandonoeón (6-11) - Leonardo Suárez Paz – violín (6-11) - Francisco "Pancho" Navarro – guitarra (6-11) - Pedro Giraudo – bajo (6-11) |